# Escut de Riner
L'escut oficial de Riner té el següent blasonament:
Escut caironat: d'argent, un castell de porpra obert acompanyat a sota pel riu negre que dona el nom al municipi. Per timbre una corona mural de poble.

## Història
Va ser aprovat el 12 de març de 1994.
S'hi representa l'antic castell de Riner (avui dia se'n conserva una torre que s'aixeca al costat de l'església) i una faixa ondada per sota que representa el riu negre, d'on prové el seu nom.